# Bombardowanie

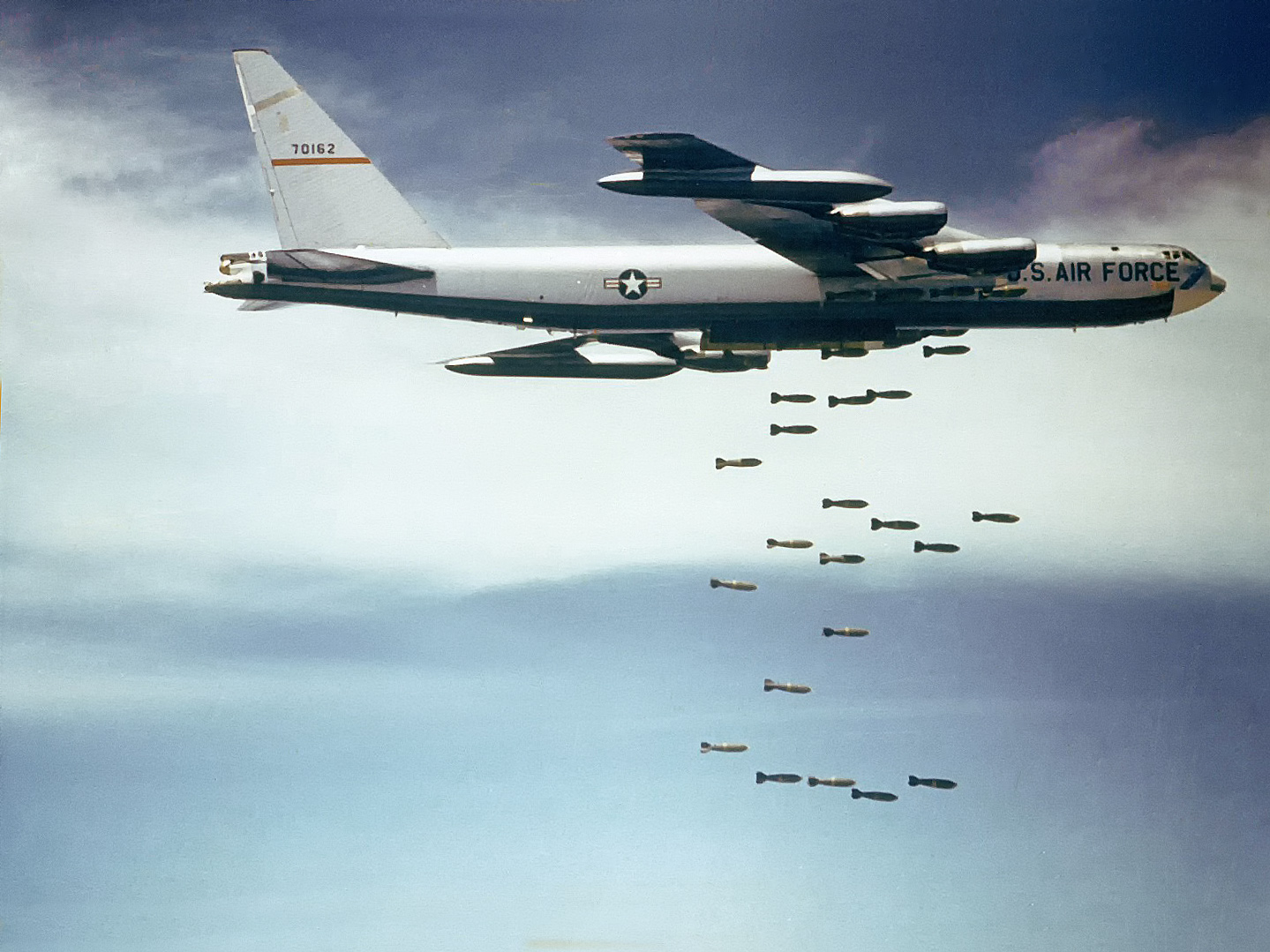
Bombowiec B-52 zrzucający bomby

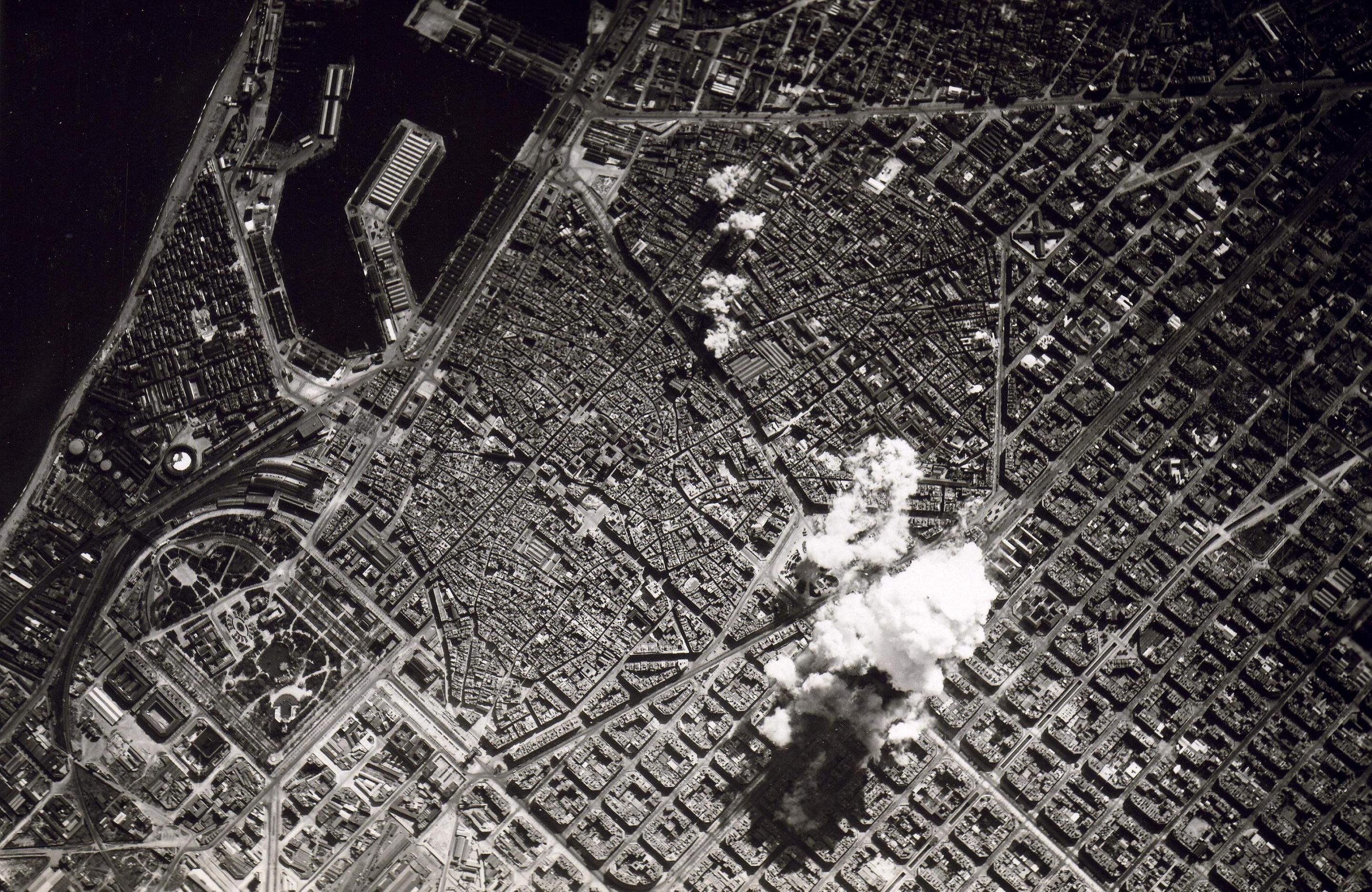
Bombardowanie Barcelony (1938)

Bombardowanie – zrzucanie bomb lotniczych różnego przeznaczenia z samolotów lub innych statków powietrznych na cele naziemne i morskie. W zależności od celu wyróżnia się bombardowanie taktyczne oraz strategiczne.
Bombardowania wykonywane są z lotu poziomego, nurkującego lub koszącego.
Regulamin wojny lądowej z 1907 r. zabrania bombardowania w jakikolwiek sposób bezbronnych miast, wsi, domów mieszkalnych i budowli. Reguły wojny powietrznej z 1923 zabraniają bombardowania lotniczego w celu zastraszenia ludności cywilnej albo niszczenia czy uszkadzania własności prywatnej niemającej charakteru wojskowego bądź zranienia niewalczących (art. 23). Podobny zakaz zawierał art. 4 projektu Konwencji o ochronie ludności cywilnej przed nowymi narzędziami wojny przyjętej na konferencji Stowarzyszenia Prawa Międzynarodowego w Amsterdamie w 1938 roku. Jednomyślna uchwała Zgromadzenia Ligi Narodów z 30 września 1938 r. uznawała rozmyślne bombardowanie ludności cywilnej za bezprawne.